# Baulny
Baulny är en kommun i departementet Meuse i regionen Grand Est (tidigare regionen Lorraine) i nordöstra Frankrike. Kommunen ligger i kantonen Varennes-en-Argonne som tillhör arrondissementet Verdun. År 2022 hade Baulny 20 invånare.

## Befolkningsutveckling
Antalet invånare i kommunen Baulny
| Referens: INSEE |